# Erving Goffman
Erving Goffman (Mannville, Alberta, 11 de juny de 1922 - Filadèlfia, 19 de novembre de 1982) fou un sociòleg canadenc.
Goffman va ser el 73è president de l'Associació americana de sociologia (American Sociological Association). L'aportació més gran de Goffman a la teoria social és en el camp de la interacció simbòlica en la seua forma de la perspectiva dramatúrgica. Goffman la va enunciar l'any 1959 amb el llibre The Presentation of Self in Everyday Life  i la va anar desenvolupant al llarg de tota la seua vida, al costat del concepte d'institució total. Les altres obres importants de Goffman inclouen Asylums (1961), Stigma (1963), Interaction Ritual (1967), Frame Analysis (1974) i Forms of Talk (1981).
També va publicar obres de ficció, fortament influïdes pel pensament de Sartre.
El 2007, The Times Higher Education Guide el va classificar com el sisè autor més citat de llibres d'humanitats i ciències socials, darrere de Michel Foucault, Pierre Bourdieu i Anthony Giddens, i per davant de Jürgen Habermas.
Les seves principals àrees d'estudi inclouen la sociologia de la vida quotidiana, la interacció social, la construcció social del jo, l'organització social (framing) de l'experiència i elements particulars de la vida social com les institucions totals i els estigmes.

## Biografia
Goffman va néixer l'11 de juny de 1922 a Mannville, Alberta, Canadà, fill de Max Goffman i Anne Goffman, de soltera Averbach. Era d'una família de jueus ucraïnesos que havien emigrat al Canadà a principis de segle. Tenia una germana gran, Frances Bay, que es va convertir en actriu. La família es va traslladar a Dauphin, Manitoba, on el seu pare tenia un negoci de sastreria amb èxit.
Des de 1937 Goffman va anar a l'escola tècnica de St. John's a Winnipeg, on la seva família s'havia traslladat aquell any. El 1939 es va matricular a la Universitat de Manitoba, especialitzant-se en química.
Va interrompre els seus estudis i es va traslladar a Ottawa per treballar a la indústria cinematogràfica per al National Film Board of Canada, establert per John Grierson. Més tard va desenvolupar un interès per la sociologia. També durant aquest temps, va conèixer el sociòleg nord-americà Dennis Wrong. La seva trobada va motivar a Goffman deixar la Universitat de Manitoba i a matricular-se a la Universitat de Toronto, on va estudiar amb CWM Hart i Ray Birdwhistell, i es va graduar el 1945 amb una llicenciatura en sociologia i antropologia. Més tard es va traslladar a la Universitat de Chicago, on va obtenir un màster (1949) i un doctorat (1953) en sociologia. Per a la seva tesi doctoral, del desembre de 1949 al maig de 1951 va viure i recollir dades etnogràfiques a l'illa d'Unst a les illes Shetland. La tesi de Goffman, titulada Communication Conduct in an Island Community (1953), es va completar sota la supervisió de W. Lloyd Warner, Donald Horton i Anselm Strauss.
El 1952 Goffman es va casar amb Angelica Schuyler Choate (anomenada Sky); el 1953, va néixer el seu fill Thomas. Angelica va patir una malaltia mental i es va suïcidar el 1964. Fora de la seva carrera acadèmica, Goffman era conegut pel seu interès i èxit relatiu en la borsa i les apostes. En un moment donat, a la recerca de les seves aficions i estudis etnogràfics, es va convertir en un cap en un casino de Las Vegas.
El 1981 Goffman es va casar amb la sociolingüista Gillian Sankoff. L'any següent va néixer la seva filla Alice. El 1982 Goffman va morir a Filadèlfia, Pennsilvània, el 19 de novembre, d’un càncer d'estómac. La seva filla també és sociòloga.

## Carrera
La investigació que va fer Goffman sobre Unst el va inspirar a escriure la seva primera obra important, The Presentation of Self in Everyday Life (1956). Després de graduar-se a la Universitat de Chicago, el 1954–57 va ser assistent del director esportiu de l’Institut Nacional de Salut Mental a Bethesda, Maryland. L'observació participant feta allà va donar lloc als seus assaigs sobre la malaltia mental i les institucions totals que van formar el seu segon llibre, Asils: Assajos sobre la situació social dels pacients mentals i altres reclusos (1961).
El 1958 Goffman es va convertir en membre de la facultat del departament de sociologia de la Universitat de Califòrnia a Berkeley, primer com a professor visitant, després a partir de 1962 com a professor titular. El 1968 es va traslladar a la Universitat de Pennsilvània, rebent la Càtedra Benjamin Franklin de Sociologia i Antropologia, en gran part gràcies als esforços de Dell Hymes, un antic col·lega de Berkeley. El 1969 es va convertir en membre de l'Acadèmia Americana de les Arts i les Ciències. El 1970 Goffman es va convertir en cofundador de l’Associació Americana per a l'Abolició de l'Hospitalització Mental Involuntària i va ser coautor de la seva Declaració de Plataforma. El 1971 va publicar Relacions en públic, on va lligar moltes de les seves idees sobre la vida quotidiana, vista des d'una perspectiva sociològica. Un altre llibre seu, Frame Analysis, va sortir el 1974. Va rebre una beca Guggenheim per a 1977–78. El 1979, Goffman va rebre el Cooley-Mead Award for Distinguished Scholarship, de la Secció de Psicologia Social de l'Associació Americana de Sociologia. Va ser escollit el 73è president de l'Associació Americana de Sociologia, que va servir entre 1981 i 1982, però no va poder pronunciar el discurs presidencial en persona a causa de la progressió de la malaltia.
Pòstumament, l'any 1983, Goffman va rebre el premi Mead de la Society for the Study of Symbolic Interaction.

## Influència i llegat
Goffman va estar influenciat per Herbert Blumer, Émile Durkheim, Sigmund Freud, Everett Hughes, Alfred Radcliffe-Brown, Talcott Parsons, Alfred Schütz, Georg Simmel i W. Lloyd Warner. Hughes va ser el "més influent dels seus professors" segons Tom Burns. Gary Alan Fine i Philip Manning han dit que Goffman mai no es va comprometre en un diàleg seriós amb altres teòrics, però el seu treball ha influït i ha estat discutit per nombrosos sociòlegs contemporanis, entre ells Anthony Giddens, Jürgen Habermas i Pierre Bourdieu.
Tot i que Goffman s'associa sovint amb l'escola d'interacció simbòlica del pensament sociològic, no es veia a si mateix com un representant d'aquesta, per la qual cosa Fine i Manning conclouen que "no encaixa fàcilment dins d'una escola específica de pensament sociològic". Les seves idees també són "difícils de reduir a una sèrie de temes clau"; el seu treball es pot descriure a grans trets com el desenvolupament "d'una sociologia comparada i qualitativa que pretenia produir generalitzacions sobre el comportament humà".
Goffman va fer avenços substancials en l'estudi de la interacció cara a cara, va elaborar l'"enfocament dramatúrgic" de la interacció humana i va desenvolupar nombrosos conceptes que han tingut una influència massiva, especialment en el camp de la microsociologia de la vida quotidiana. Gran part del seu treball tractava sobre l'organització del comportament quotidià, un concepte que va anomenar "ordre d'interacció".
Va contribuir al concepte sociològic d'enquadrament (anàlisi de marcs), a la teoria de jocs (el concepte d'interacció estratègica) i a l'estudi de les interaccions i la lingüística. Pel que fa a aquesta última, va defensar que l'activitat de parlar s'ha de veure com una construcció social més que no pas lingüística. Des d'una perspectiva metodològica, Goffman va utilitzar sovint enfocaments qualitatius, concretament l'etnografia, el més famós en el seu estudi dels aspectes socials de la malaltia mental, en particular el funcionament de les institucions totals. En general, les seves contribucions es valoren com un intent de crear una teoria que superi la divisió entre agència i estructura: per popularitzar el construccionisme social, la interacció simbòlica, l'anàlisi de la conversa, els estudis etnogràfics i l'estudi i la importància de les interaccions individuals. La seva influència es va estendre molt més enllà de la sociologia: per exemple, el seu treball va proporcionar els supòsits de moltes investigacions actuals sobre llenguatge i interacció social dins de la disciplina de la comunicació.
Goffman va definir la "gestió de les impressions" com els intents d'una persona de presentar una imatge acceptable als qui l'envolten, verbalment o no verbalment. Aquesta definició es basa en la idea de Goffman que les persones es veuen a si mateixes com els altres les veuen, de manera que intenten veure's com si estiguessin fora mirant cap a dins. Goffman també es va dedicar a descobrir les maneres subtils en què els humans presenten imatges acceptables ocultant informació que pot entrar en conflicte amb les imatges per a una situació particular, com ara ocultar tatuatges quan sol·liciteu una feina en què els tatuatges serien inadequats o amagant una obsessió estranya com ara col·leccionar/interactuar amb nines, que la societat pot veure com a anormal.
Goffman va trencar amb George Herbert Mead i Herbert Blumer perquè, tot i que no rebutjava la manera com la gent es percep a si mateixa, estava més interessat en la proximitat física real o l'"ordre d'interacció" que modela el jo. En altres paraules, Goffman creia que la gestió d'impressions només es pot aconseguir si l'audiència està en sincronia amb l'autopercepció d'una persona. Si l'audiència no està d'acord amb la imatge que algú està presentant, la seva autopresentació s'interromp. Les persones presenten imatges d'elles mateixes en funció de com la societat creu que haurien d'actuar en una situació concreta. Aquesta decisió de com actuar es basa en el concepte de definició de la situació. Totes les definicions estan predeterminades i la gent tria com actuarà escollint el comportament adequat per a la situació en què es troba. Goffman també es basa en William Thomas per a aquest concepte. Thomas creia que les persones neixen en una classe social determinada i que les definicions de les situacions que es trobaran ja s'han definit per a ells.
L'any 2007 per The Times Higher Education Guide va classificar Goffman com el sisè autor més citat en humanitats i ciències socials, darrere d'Anthony Giddens i per davant de Habermas. La seva popularitat entre el públic en general s'ha atribuït al seu estil d'escriptura, descrit com a "sardònic, satíric, bromista", i com a "irònic i conscientment literari", i al fet que és més accessible que el de la majoria dels acadèmics. El seu estil també ha tingut influència en l'àmbit acadèmic, i se li atribueix la popularització d'un estil menys formal a les publicacions acadèmiques. Curiosament, si se li atribueix amb raó, pot haver contribuït per aquest mitjà a una remodelació de les normes de comportament acadèmic, particularment de l'acció comunicativa, alliberant, possiblement, els intel·lectuals de restriccions socials poc naturals per a alguns d'ells.
Entre els seus estudiants hi havia Carol Brooks Gardner, Charles Goodwin, Marjorie Goodwin, John Lofland, Gary Marx, Harvey Sacks, Emanuel Schegloff, David Sudnow i Eviatar Zerubavel.
Goffman va trencar amb George Herbert Mead i Herbert Blumer perquè, tot i que no rebutjava la manera com la gent es percep a si mateixa, estava més interessat en la proximitat física real o l'"ordre d'interacció" que modela el jo. En altres paraules, Goffman creia que la gestió d'impressions només es pot aconseguir si l'audiència està en sincronia amb l'autopercepció d'una persona. Si l'audiència no està d'acord amb la imatge que algú està presentant, la seva autopresentació s'interromp. Les persones presenten imatges d'elles mateixes en funció de com la societat creu que haurien d'actuar en una situació concreta. Aquesta decisió de com actuar es basa en el concepte de definició de la situació. Totes les definicions estan predeterminades i la gent tria com actuarà escollint el comportament adequat per a la situació en què es troba. Goffman també es basa en William Thomas per a aquest concepte. Thomas creia que les persones neixen en una classe social determinada i que les definicions de les situacions que es trobaran ja s'han definit per a ells.
L'any 2007 per The Times Higher Education Guide va classificar Goffman com el sisè autor més citat en humanitats i ciències socials, darrere d'Anthony Giddens i per davant de Habermas. La seva popularitat entre el públic en general s'ha atribuït al seu estil d'escriptura, descrit com a "sardònic, satíric, bromista", i com a "irònic i conscientment literari", i al fet que és més accessible que el de la majoria dels acadèmics. El seu estil també ha tingut influència en l'àmbit acadèmic, i se li atribueix la popularització d'un estil menys formal a les publicacions acadèmiques. Curiosament, si se li atribueix amb raó, pot haver contribuït per aquest mitjà a una remodelació de les normes de comportament acadèmic, particularment de l'acció comunicativa, alliberant, possiblement, els intel·lectuals de restriccions socials poc naturals per a alguns d'ells.
Entre els seus estudiants hi havia Carol Brooks Gardner, Charles Goodwin, Marjorie Goodwin, John Lofland, Gary Marx, Harvey Sacks, Emanuel Schegloff, David Sudnow i Eviatar Zerubavel.
Malgrat la seva influència, segons Fine i Manning hi ha "notablement pocs estudiosos que continuen la seva obra", ni hi ha hagut una "escola Goffman"; així el seu impacte en la teoria social ha estat alhora "gran i modest". Fine i Manning atribueixen la manca d'investigació i escriptura posteriors a l'estil Goffman a la naturalesa del seu estil, que consideren molt difícil de duplicar (fins i tot "a prova d'imitació"), i també al fet que els seus subjectes no són molt valorats en l'àmbit social. ciències. Pel que fa al seu estil, Fine i Manning remarquen que acostuma a ser vist com un erudit l'estil del qual és difícil de reproduir i, per tant, descoratjador per a aquells que vulguin emular-lo, o com un erudit el treball del qual va ser de transició, unint el treball de l’escola de Chicago i la dels sociòlegs contemporanis i, per tant, de menys interès per als sociòlegs que els clàssics de qualsevol d'aquests grups. Dels seus subjectes, Fine i Manning observen que el tema del comportament en llocs públics és sovint estigmatitzat com a trivial i indigne d'una atenció seriosa dels acadèmics.
No obstant això, Fine i Manning assenyalen que Goffman és "el sociòleg nord-americà més influent del segle xx". Elliott i Turner el veuen com "una figura venerada, un teòric proscrit que va arribar a exemplificar el millor de la imaginació sociològica", i "potser el primer teòric sociològic postmodern".

## Obres

### Obres primerenques
Els primers treballs de Goffman consisteixen en els seus escrits de postgrau de 1949–53. La seva tesi de màster va ser una enquesta de les respostes de l'audiència a una telenovel·la de ràdio, Big Sister. Un dels seus elements més importants va ser la crítica de la seva metodologia d'investigació, de la lògica experimental i de l'anàlisi de variables. Altres escrits de l'època inclouen Symbols of Class Status (1951) i On Cooling the Mark Out (1952). La seva tesi doctoral, Communication Conduct in an Island Community (1953), va presentar un model d'estratègies de comunicació en la interacció cara a cara i es va centrar en com els rituals quotidians afecten les projeccions públiques d'un mateix.

### Presentació de si mateix
The Presentation of Self in Everyday Life de Goffman es va publicar el 1956, amb una edició revisada el 1959. Havia desenvolupat les idees bàsiques del llibre a partir de la seva tesi doctoral. Va ser el primer i més famós llibre de Goffman, pel qual va rebre el premi MacIver de 1961 de l'Associació Americana de Sociologia.
Goffman descriu les representacions teatrals que es produeixen en les interaccions cara a cara. Sosté que quan algú entra en contacte amb una altra persona, intenta controlar o guiar la impressió que l'altra persona tindrà d'ell, alterant el seu propi entorn, aparença i manera. Al mateix temps, la segona persona intenta fer-se una impressió i obtenir informació sobre la primera persona. Goffman també creu que els participants en les interaccions socials participen en determinades pràctiques per evitar avergonyir-se a ells mateixos o als altres. La societat no és homogènia; hem d'actuar de manera diferent en diferents entorns. Aquest reconeixement va portar a Goffman a la seva anàlisi dramatúrgica. Va veure una connexió entre el tipus d'"actes" que la gent fa a la seva vida quotidiana i les representacions teatrals. En una interacció social, com en una representació teatral, hi ha una zona escènica on apareixen actors (persones) davant el públic; aquí és on s'ofereixen els autoconceptes positius i les impressions desitjades. Però també hi ha un entre bastidors: una àrea privada i oculta on les persones poden ser elles mateixes i abandonar els seus rols i identitats socials.

### Asils
A vegades se li atribueix a Goffman haver encunyat el terme "institució total", tot i que Fine i Manning assenyalen que l'havia escoltat en conferències d'Everett Hughes en referència a qualsevol institució en què la gent sigui tractada de la mateixa manera i en la qual es regula el comportament. Independentment de si Goffman va encunyar el terme, el va popularitzar amb el seu llibre de 1961 Asylums: Essays on the Social Situation of Mental Patients and Other Inmates. El llibre ha estat qualificat d'"etnografia del concepte d'institució total". Va ser un dels primers exàmens sociològics de la situació social dels malalts mentals als hospitals psiquiàtrics i una important contribució a la comprensió dels aspectes socials de la malaltia mental.
El llibre consta de quatre assaigs: "Característiques de les institucions totals" (1957); "La carrera moral del malalt mental" (1959); "La vida subterrània d'una institució pública: un estudi de maneres de fer-se en un hospital mental"; i "El model mèdic i l'hospitalització mental: unes notes sobre les vicissituds dels oficis de l'artifici". Els tres primers se centren en les experiències dels pacients; l'últim, sobre les interaccions professional-client. Goffman es preocupa principalment pels detalls de l'hospitalització psiquiàtrica i la naturalesa i els efectes del procés que anomena "institucionalització". Descriu com la institucionalització socialitza les persones en el paper d'un bon pacient, algú "avorrit, inofensiu i discret", una condició que al seu torn reforça les nocions de cronicitat en les malalties mentals greus. Les institucions totals afecten molt les interaccions de les persones; no obstant això, fins i tot en aquests llocs, la gent troba maneres de redefinir els seus rols i recuperar les seves identitats.
S'ha acreditat que els asils han ajudat a catalitzar la reforma dels sistemes de salut mental en diversos països, la qual cosa ha provocat una reducció del nombre de grans hospitals mentals i de les persones tancades en ells. També va influir en el moviment antipsiquiatria.

### Comportament en llocs públics
A Behavior in Public Places (1963), Goffman torna a centrar-se en les interaccions públiques quotidianes. Fa distincions entre diversos tipus d'aplecs públics ("reunions", "situacions", "ocasions socials") i tipus de públic (coneguts versus desconeguts).

### Estigma
El llibre de Goffman Stigma: Notes on the Management of Spoiled Identity (1963) examina com, per protegir les seves identitats quan s'allunyen dels estàndards de comportament o aparença aprovats, les persones gestionen les impressions d'elles mateixes, principalment a través de l'ocultació. L'estigma fa referència a la vergonya que pot sentir una persona quan no compleix els estàndards d'altres persones i a la por de ser desacreditada, cosa que fa que la persona no reveli les seves mancances. Així, una persona amb antecedents penals pot simplement retenir aquesta informació per por de ser jutjada per qualsevol persona que trobi.

### Ritual d'interacció
Goffman's Interaction Ritual: Essays on Face-to-Face Behavior és una col·lecció de sis assaigs. Els quatre primers es van publicar originalment a la dècada de 1950, el cinquè el 1964 i l'últim va ser escrit per a la col·lecció. Inclouen "On Face-work" (1955); "La naturalesa de la deferència i el comportament" (1956); "La vergonya i l'organització social" (1956); "Alienació de la interacció" (1957); "Símptomes mentals i ordre públic" (1964); i "On és l'acció".
El primer assaig, "On Face-work", tracta sobre el concepte de cara, que és l'autoimatge positiva que té una persona quan interactua amb els altres. Goffman creu que la cara "com a constructe sociològic d'interacció no és ni inherent ni permanent a la persona". Una vegada que algú ofereix una imatge positiva d'ell mateix als altres, sent la necessitat de mantenir i estar a l'altura d'aquesta imatge. La inconsistència en com es projecta una persona a la societat comporta el risc de vergonya i descrèdit. Així que la gent es manté vigilada per assegurar-se que no es mostri als altres sota una llum desfavorable.

### Interacció estratègica
El llibre de Goffman Strategic Interaction (1969) és la seva contribució a la teoria de jocs. Es discuteix la compatibilitat de la teoria de jocs amb el llegat de l’Escola de sociologia de Chicago i amb la perspectiva de l'interaccionisme simbòlic. És una de les seves poques obres que enganxa clarament amb aquesta perspectiva. La visió de Goffman sobre la teoria de jocs va ser modelada pels treballs de Thomas Schelling. Goffman presenta la realitat com una forma de joc, i discuteix les seves regles i els diferents moviments que poden fer els jugadors (el "inconscient", el "ingenu", el "cobrir", el "descobrir" i el "descobrir contra"). mentre intenteu obtenir o amagar una informació.

### Anàlisi de marcs
Goffman va acreditar a Gregory Bateson per crear la idea d'enquadramant i marcs psicològics. Frame Analysis: An Essay on the Organization of Experience (1974) és l'intent de Goffman d'explicar com els marcs conceptuals —maneres d'organitzar l'experiència— estructuren la percepció d'un individu de la societat. Aquest llibre tracta doncs de l'organització de l'experiència més que de l'organització de la societat. Un marc és un conjunt de conceptes i perspectives teòriques que organitzen experiències i guien les accions dels individus, grups i societats. L'anàlisi del marc, doncs, és l'estudi de l'organització de l'experiència social. Per il·lustrar el concepte de marc, Goffman posa l'exemple d'un marc: una persona utilitza el marc (que representa l'estructura) per mantenir unida la seva imatge (que representa el contingut) del que està experimentant a la seva vida.
Els marcs més bàsics s'anomenen marcs primaris. Un marc primari pren l'experiència d'un individu o un aspecte d'una escena que originalment no tindria sentit i el fa significatiu. Un tipus de marc primari és un marc natural, que identifica situacions del món natural i és completament biofísic, sense influències humanes. L'altre tipus de marc és un marc social, que explica els esdeveniments i els connecta amb els humans. Un exemple de marc natural és el temps, i un exemple de marc social és un meteoròleg que prediu el temps. Centrant-se en els marcs socials, Goffman pretén "construir una declaració general sobre l'estructura, o la forma, de les experiències que tenen els individus en qualsevol moment de la seva vida social".
Goffman va veure aquest llibre com la seva obra màgica, però no va ser tan popular com les seves obres anteriors.
Goffman utilitza la metàfora de la conversa com a obra de teatre. El to d'una obra canviarà al llarg de la representació a causa de les accions realitzades pels actors; això és similar a com s'escriu una discussió: en funció del que diu o fa una persona al llarg d'una interacció, la clau canviarà en conseqüència. Els paral·lelismes van més enllà, però Goffman també afirma que un orador detalla un drama amb més freqüència que no pas informació. Conviden a l'oient a empatitzar i, com s'ha explicat anteriorment, sovint no s'ha de motivar a actuar, sinó més aviat per mostrar agraïment; durant una obra de teatre generalment pren la forma d'aplaudiments.
Altres similituds inclouen participar en el suspens que l'orador intenta crear. En ambdós escenaris, cal deixar de banda el coneixement que els intèrprets coneixen el resultat de l'esdeveniment que es transmet i, en certa manera, jugar. Això és integral de la seva posició, ja que explica "l'argument que gran part de la conversa consisteix en repeticions i que aquestes no tenen sentit llevat que es pugui mantenir alguna forma de suspens del narrador mostra l'estreta rellevància del marc, de fet, l'estreta rellevància de la dramatúrgia per l'organització de la conversa". Finalment, com que la reproducció de tires no és extemporània, sinó preformulada, és un paral·lelisme més entre la producció escènica i la conversa. Totes aquestes coses funcionen conjuntament per proporcionar una base de com s'emmarca la xerrada.

### Anuncis de gènere
A Anuncis de gènere, Goffman analitza com es representa el gènere en la publicitat a la qual s'exposen habitualment totes les persones.
En el seu treball de 2001 Measuring Up: How Advertising Affects Self-Image, Vickie Rutledge Shields va afirmar que el treball era "únic en aquell moment per emprar un mètode que ara s'anomenava 'anàlisi de contingut semiòtic'" i que "[proporcionava] la base per a anàlisis textuals... com els enfocaments postestructuralistes i psicoanalítics". També va assenyalar que erudites feministes com Jean Kilbourne "[van construir] les seves troballes altament persuasives i àmpliament difoses sobre la naturalesa del gènere en la publicitat a les categories originals de Goffman".

### Formes de parlar
El llibre de Goffman, Forms of Talk (1981), inclou cinc assaigs: "Replies and Responses" (1976); "Crits de resposta" (1978); "Peu" (1979); "La conferència" (1976); i "Radio Talk" (1981). Cada assaig aborda tant la comunicació verbal com la no verbal mitjançant un model sociolingüístic. El llibre ofereix una visió general completa de l'estudi de la xerrada. A la introducció, Goffman identifica tres temes que es repeteixen al llarg del text: "ritualització, marc de participació i incrustació".
El primer assaig, "Respostes i respostes", es refereix al "diàleg conversacional "i a la manera com les persones responen durant una conversa, tan verbalment com no verbalment. El segon assaig, "Crits de resposta", considera l'ús dels enunciats i les seves implicacions socials en diferents contextos socials. Concretament, Goffman parla de "l'autoconversació" (no parlar amb ningú en particular) i el seu paper en situacions socials. A continuació, a "Footing", Goffman aborda la manera com aquest peu, o alineació, pot canviar durant una conversa. El quart assaig, "The Lecture", originalment una presentació oral, descriu diferents tipus i mètodes de conferència. Finalment, a "Radio Talk", Goffman descriu els tipus i formes de conversa que s'utilitzen en la programació de ràdio i l'efecte que tenen en els oients.

## Fites
- Doctor en Lleis (LL.D.), Universitat de Manitoba, 1976
- Beca Guggenheim, 1977-1978
- In Medias Res, Premi Internacional de la Comunicació, 1978
- Doctor en Literatura i Lletres Hebrees (D.H.L.), Universitat de Chicago, 1979
- Premi Mead-Cooley en psicologia social
- El seu llibre Forms of Talk va ser nomenat al Premi Nacional de Crítics Literaris, el 1981.

## Institucions
La carrera acadèmica de Goffman va incloure el pas per aquestes institucions:
- Universitat de Chicago, Departament de Ciències Socials, Chicago, ajudant, 1952-53, resident associat, 1953-54
- Institut Nacional de salut Mental, Bethesda, Maryland, científic visitant, 1954-57
- Universitat de Califòrnia, Berkeley, professor ajudant, 1958-59, professor associat, 1959-62, professor de sociologia, 1962-68
- Universitat de Pennsilvània, Filadèlfia, Professor Benjamin Franklin d'antropologia i sociologia, 1968-82

## Obres més importants
- The Presentation of Self in Everyday Life (1959)
- Asylums: Essays on the Social Situation of Mental Patients and Other Inmates (1961)
- Encounters: Two Studies in the Sociology of Interaction - Fun in Games & Role Distance (1961)
- Stigma: Notes on the Management of Spoiled Identity (1963)
- Interaction Ritual: Essays on Face-to-Face Behavior (1967)
- Frame analysis: An essay on the organization of experience (1974)
- Forms of Talk (1981)